# Heinrich von Herzogenberg
Heinrich Picot de Peccaduc, Freiherr von Herzogenberg (10 de juny de 1843 - 9 d'octubre de 1900) fou un compositor austríac i director d'orquestra descendent d'una família aristocràtica francesa.
Nasqué a Graz i s'educà en una escola jesuïta a Feldkirch, i també a Múnic, Dresden i Graz abans d'estudiar dret, filosofia i política a la Universitat de Viena. Convertí aviat les seves energies en música, alhora que assistia a les classes de composició de Felix Otto Dessoff fins a 1864. Se sentí primer atret per la música de Wagner, però a través de l'estudi de J. S. Bach esdevingué admirador de la tradició clàssica i posteriorment de Brahms. El 1866 es casà amb Elisabeth von Stockhausen, que havia estat alumna de piano de Brahms; les cartes de Brahms amb la parella formen una de les seccions més delicioses de la seva correspondència.
Visqueren a Graz fins a 1872, quan passaren a Leipzig: el 1874, amb el deixeble de Bach Philipp Spitta, Herzogenberg fundà el Leipzig Bach-Verein, que es preocupava pel ressorgiment de les cantates de Bach. Herzogenberg en fou director artístic durant deu anys, temps durant el qual Ethel Smyth en fou un dels alumnes de composició. Des de 1885 fou professor de composició a la Hochschule für Musik de Berlín, on entre altres alumnes va tenir Carl Prohaska, Heinrich Robert van Eyken: i en Julius Weismann, i fou durant aquest temps que el jove Ralph Vaughan Williams estudià amb Max Bruch. Morí de cop i volta a Wiesbaden, als 57 anys, després de passar els seus darrers anys confinat en una cadira de rodes.